# داربی‌دیل (اوهایو)
داربی‌دیل (به انگلیسی: Darbydale) یک منطقهٔ مسکونی در ایالات متحده آمریکا است که در شهرستان فرانکلین، اوهایو واقع شده‌است. داربی‌دیل ۲٫۶ کیلومتر مربع مساحت و ۷۹۳ نفر جمعیت دارد و ۲۶۵٫۱۸ متر بالاتر از سطح دریا واقع شده‌است.